# Fred Marsden
Fred Marsden (Liverpool, 23 oktober 1940 – Southport, 9 december 2006) was drummer van de Engelse band Gerry & the Pacemakers.

## Levensloop
Fred Marsden werd op 23 oktober 1940 in Liverpool geboren als Frederick John Marsden. 
Aan het eind van de jaren vijftig richtte Fred met zijn jongere broer Gerry Marsden de band The Mars Bars op. Met deze naam hoopten ze op ondersteuning uit de snoepwereld.  Later veranderden ze hun naam in Gerry & the Pacemakers op. De tijdgenoot van The Beatles stond net als de Beatles onder contract bij Brian Epstein. Gerry & the Pacemakers scoorden hits als You'll Never Walk Alone, I Like It en Ferry Cross the Mersey.
Na het uiteengaan van de band is Marsden telefonist geworden bij de BT Group en is later rijschoolhouder geworden. Zijn rijschool noemde hij Pacemaker. Bij de reünie in 1973 was Fred Marsden niet meer aanwezig omdat hij gestopt was in de muziek.
Na een langdurig gevecht tegen kanker overleed Fred Marsden op 9 december 2006 in Southport, Engeland. Hij werd 66 jaar.